# 2386 Nikonov
A 2386 Nikonov (ideiglenes jelöléssel 1974 SN1) a Naprendszer kisbolygóövében található aszteroida. Ljudmila Ivanovna Csernih fedezte fel 1974. szeptember 19-én.